# Siegestor
Il Siegestor, ovvero Porta della Vittoria, è un arco di trionfo che si trova a Monaco di Baviera, a segnare la fine della Ludwigstraße e l'inizio della Leopoldstraße.

## Architettura
La porta venne realizzata in onore di Ludwig I su progetto di Friedrich von Gärtner. Il monumento venne eretto tra il 1843 ed il 1852. Il progetto è ispirato all'Arco di Costantino a Roma o forse più probabilmente, viste le proporzioni, all'Arco della Pace di Milano che fu costruito in una prima versione temporanea per il matrimonio di Augusta di Baviera con Eugenio Beauharnais nel 1807 e nella versione definitiva attuale inaugurata nel 1838 con la presenza di Ferdinando I, Imperatore d'Austria; le sue tre arcate ricordano anche l'architettura della Feldherrnhalle. Il monumento celebra l'esercito bavarese e il ruolo avuto da quest'ultimo nella sconfitta di Napoleone. L'arco è istoriato con bassorilievi riproducenti scene di battaglie e con medaglioni recanti personificazioni delle varie province della Baviera:
- Alta Baviera: un allevamento sulle Alpi;
- Alta e Media Franconia: l'artigianato e l'allevamento;
- Bassa Franconia: vigneti, cereali e la navigazione;
- Alto Palatinato: il lavoro manuale;
- Svevia: i tessuti.

Sulla sommità dell'arco vi è la statua raffigurante la Baviera su una quadriga trainata da leoni. La porta venne distrutta durante i bombardamenti della Seconda guerra mondiale e successivamente parzialmente ricostruita. Venne aggiunta un'iscrizione di Wilhelm Hausenstein che recita: "Dem Sieg geweiht, vom Krieg zerstört, zum Frieden mahnend" ("dedicato alla Vittoria, distrutto dalla Guerra, simbolo della Pace").
La porta divide i due quartieri di Monaco: Maxvorstadt a sud e Schwabing a nord.

## Galleria d'immagini

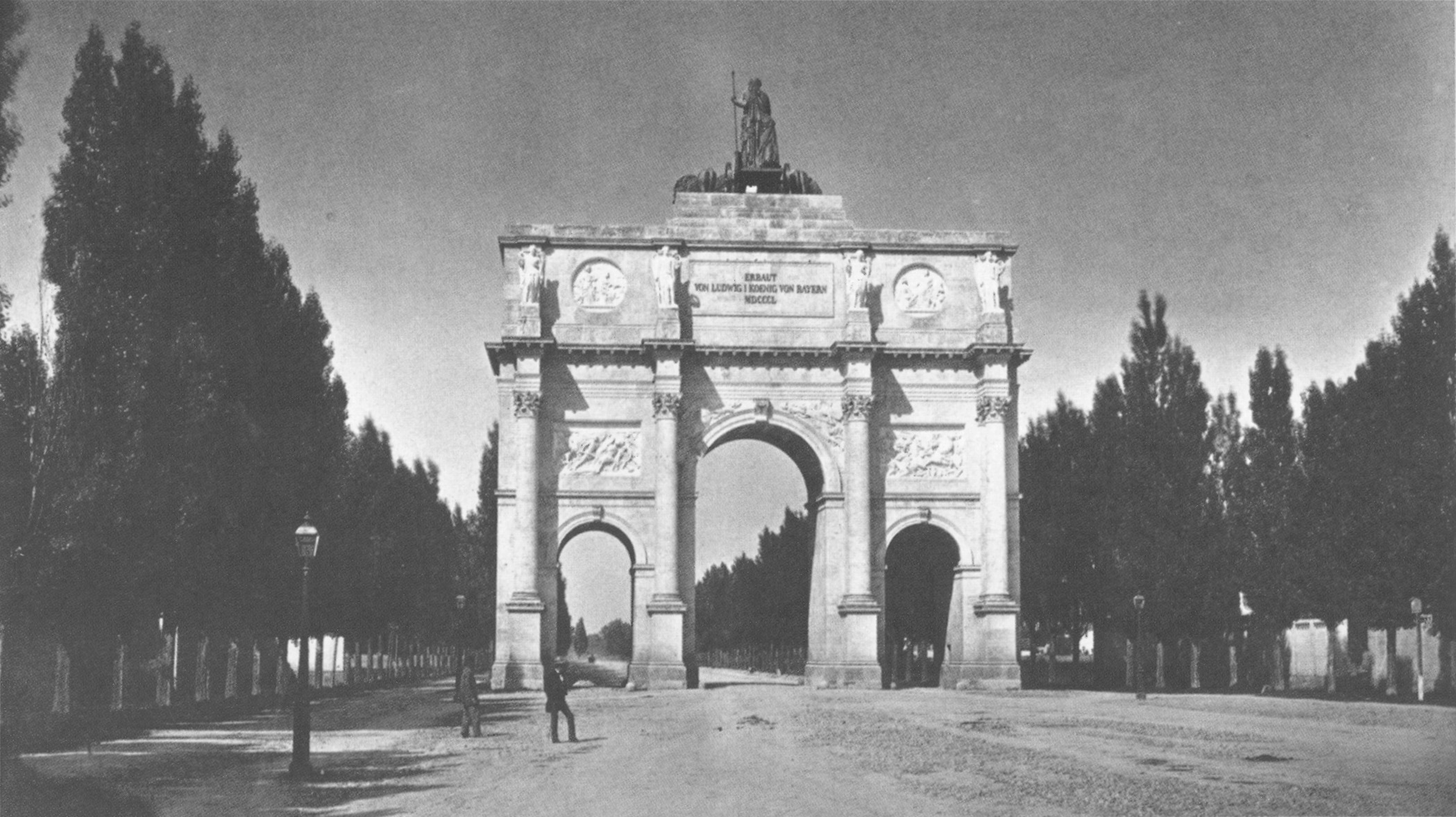
La Porta della Vittoria nel 1854
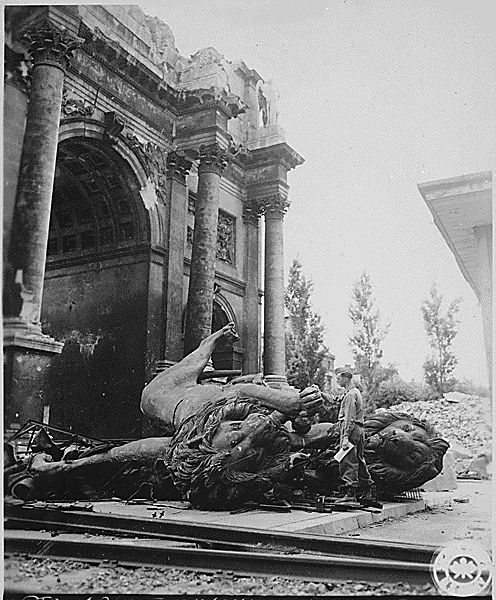
La Porta della Vittoria nel 1945
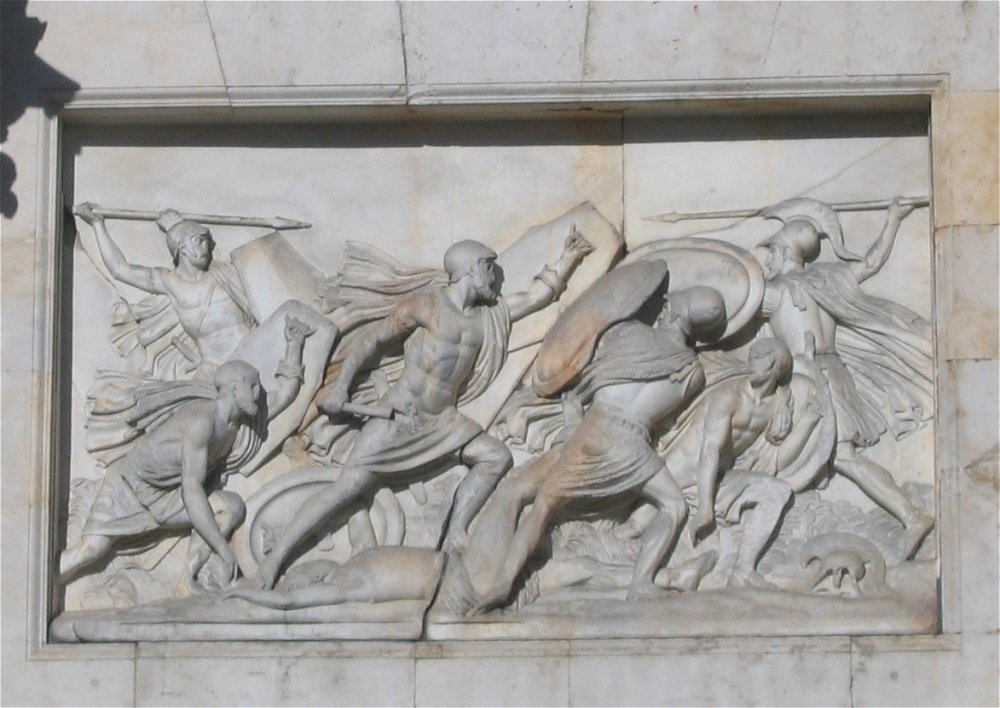
Rilievo parte sud a sinistra
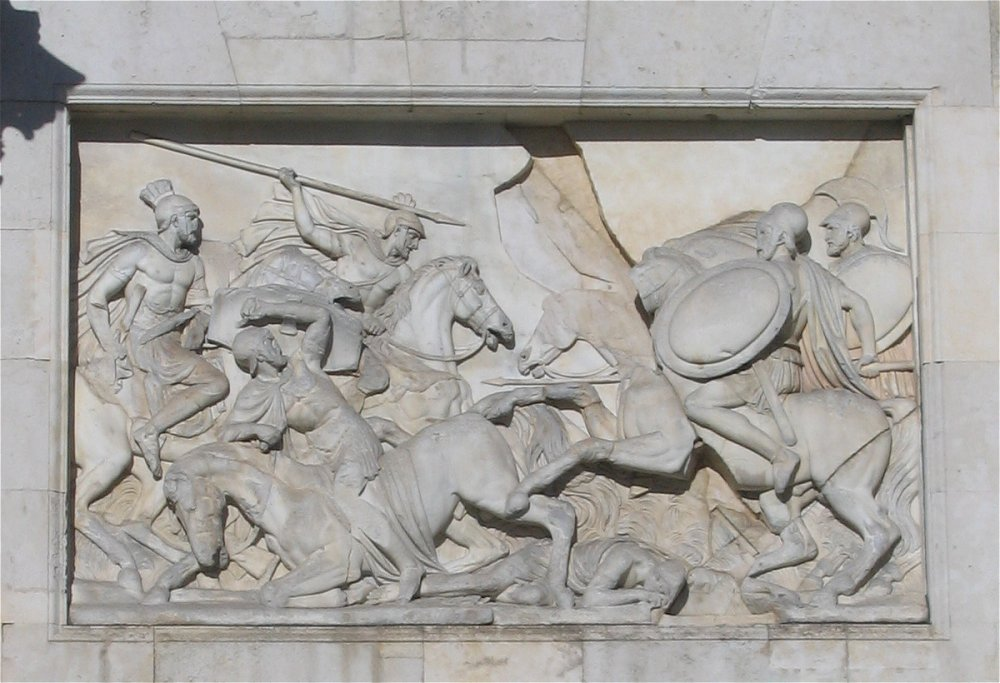
Rilievo parte sud a destra